# Matpakke
Matpakke se podría traducir por comida empaquetada y se refiere a un sándwich minimalista que consiste muy a menudo en la comida de gran parte de los habitantes de Noruega.

## Descripción
Normalmente se trata de dos o de tres rebanadas de pan, con algo de margarina o mantequilla y algo de queso, carne, o algún preparado para untar. Una vez preparado el matpakke debe de ser fácil de portar, para lo cual el matpakke se envuelve en varias capas de papel impregnado de cera (papel vegetal, mellomleggspapir). O se lleva en una caja de plástico (tipo Tupperware) o metálica.

## En la cultura y la gastronomía noruegas
En Noruega no hay una cultura de sentarse a la mesa a comer caliente como puede haberla en Italia o España, por lo que prima la practicidad en la gastronomía. El comer y la comida simplemente cumplen una función de proveer nutrimento, sin saciar demasiado y sin tomar demasiado tiempo. La comida debe ser además sencilla de llevar a la escuela o al trabajo y sencilla de preparar, sin que exija esforzarse demasiado en planificar las comidas y las compras.
En el puesto de trabajo se suele emplear apenas unos 10 minutos para comer, por lo que la pausa es de sólo 30 minutos. En las escuelas se suele almorzar sobre las once de la mañana, y además suele haber leche y fruta que los escolares pueden comprar.
Esta tradición comienza cuando Noruega era un país pobre en la década de 1930 y se organiza un programa para proveer desayunos a los escolares de Oslo. Ese desayuno consistía en media manzana, media naranja, dos rebanadas de pan con margarina, queso, media pinta de leche y ocasionalmente vegetales crudos (p.ej. zanahorias).
El  grupo musical Knutsen y Ludvigsen tiene una canción titulada Matpakkevise, en honor a este plato.